# Шамірам
Шамірам (вірм. Շամիրամ) — у вірменській міфології богиня любові і хтивості (перейняла функції Астхік і Анахіт), цариця  Ассирії.
Її ім'я, ймовірно, походить від імені цариці Ассирії, яка реально існувала в ІХ ст. до н. е. Шаммурамат — невістки царя Шамші-Адада V, який воював з царями Урарту. Згідно з епосом, переданим  Мовсесом Хоренаці, хтива Шамірам забажала мати своїм чоловіком Ара Гехеціка, володаря  Вірменії. Коли всі її хитрощі домогтися його любові виявилися марними, ображена, вона йде на Вірменію війною. Після загибелі на полі бою Ара Гехеціка, Шамірам продовжує вести розпусний спосіб життя. Синів, які висловили невдоволення її поведінкою, вона наказує умертвити, залишивши в живих лише молодшого сина Нінія. У підкореній Вірменії Шамірам будує на березі  озера Ван чудову літню резиденцію (місто Ван), названу Шамірамакертом (з її ім'ям епос пов'язує і багато інших споруд, приписує їй також стели з урартським написами). Коли Шамірам відправлялася до Вірменії, управління країною вона передавала родоначальнику мідян магу Зрадашту, що залишався в  Ніневії. Під час однієї з поїздок Шамірам він вирішив захопити царську владу. Шамірам, почавши проти нього війну, зазнає поразки. Порятунку вона шукає у Вірменії, але там її вбиває син Ніній. Згідно з варіантом, Шамірам тікає від Зрадашта до Вірменії, знемагаючи від спраги, зупиняється по дорозі в пошуках, де б напитися. Її наздоганяють воїни Зрадашта поблизу моря (озеро Ван), тоді вона кидає в море своє намисто-талісман, а сама перетворюється на камінь (існувала пісня, пов'язана з цим міфом, — «Намисто Шамірам у морі»).

## Ресурси Інтернета
- История Армении